# Oskar Potiorek
Oskar Potiorek (Bad Bleiberg, 20. rujna 1853. – Klagenfurt, 17. prosinca 1933.) je bio austrougarski general i vojni zapovjednik. Tijekom Prvog svjetskog rata zapovijedao je Balkanskom vojskom i 6. armijom na Balkanskom bojištu.  

## Vojna karijera
Oskar Potiorek je rođen 20. rujna 1853. u Bad Bleibergu. Nakon završetka gimnazije pohađao je Tehničku vojnu akademiju, te nakon nje Carsku vojnu akademiju u Beču. S činom poručnika od 1871. služi u 2. inženjerijskoj pukovniji, nakon čega od 1877. nalazi na službi u Glavnom stožeru. Godine 1879. unaprijeđen je u satnika, dok od 1883. služi u 17. pješačkoj pukovniji u kojoj je na dužnosti do 1886. kada je ponovno premješten u Glavni stožer. U svibnju 1887. promaknut je u bojnika, dok od 1890. služi u 7. pješačkoj pukovniji i to do 1891. kada je ponovno premješten na službu u Glavni stožer. Godine 1892. unaprijeđen je u pukovnika, dok je čin general bojnika dostigao 1898. kada postaje zapovjednikom 64. pješačke brigade. Godine 1902. postaje zamjenikom načelnika stožera, dok je u svibnju 1903. promaknut u čin podmaršala. Kada se 1906. imenovao novi načelnik Glavnog stožera Potiorek je bio jedan od kandidata. Izabran je međutim, njegov suparnik Conrad, te će njihovo rivalstvo obilježiti austrougarsku vojsku idućih godina.
Godine 1907. Potiorek postaje zapovjednikom III. korpusa, dok u svibnju 1908. unaprijeđen u generala topništva. Godine 1910. postaje najprije vojnim inspektorom sa sjedištem u Sarajevu, da bi iduće 1911. godine postao vojnim guvernerom Bosne i Hercegovine.
Krajem 1913. Potiorek je pozvao austrougarskog prijestolonasljednika nadvojvodu Franju Ferdinanda da posjeti Sarajevo tijekom ljetnih manevara austrougarske vojske. Iako je na nadvojvodu već ranijih godina pokušano više atentata, njegovo osiguranje, za koje je bio zadužen Potiorek, je bilo minimalno. Potiorek se nalazio u automobilu u kojem su u trenutku atentata vozili nadvojvoda i njegova supruga Sofija Chotek. Dapače, drugim metkom atentator Gavrilo Princip, pripadnik pokreta Mlada Bosna je imao namjeru ubiti upravo Potioreka, ali je promašio, te je njegov hitac usmrtio prijestolonasljednikovu suprugu. Nakon atentata Potiorek je bio jedan od najglasnijih zagovaratelja rata sa Srbijom. Više puta je izjavio da je preživio kako bi mogao osvetiti nadvojvodu.

## Prvi svjetski rat
Na početku Prvog svjetskog rata Potiorek je imenovan zapovjednikom Balkanske vojske u čijem sastavu su bile sve austrougarske jedinice na Balkanskom bojištu. Potiorek je istodobno bio i zapovjednik 6. armije koja se nalazila u sastavu Balkanske vojske, a zadržao je i mjesto vojnog guvernera Bosne i Hercegovine. Kao zapovjednik Balkanske vojske i vojni guverner Bosne i Hercegovine zatražio je od cara neovisnost od Glavnog stožera i Conrada što mu je i car 14. kolovoza 1914. i odobrio.
Potiorek je tako na početku rata sa 6. armijom kao i dijelovima 2. armije uspješno prešao Drinu i Savu, te zauzeo Šabac. Međutim, 2. armija koja je držala položaje duž rijeke Save se prema austrijskom vojnom planu trebala nakon koncentracije uputiti prema Galiciji na Istočno bojište, tako da Potiorek, kojemu je to bilo poznato, nije mogao koristiti jedinice na koje je računao. Kada je srpski Glavni stožer uvidio da glavni austrougarski udar prijeti sa zapada, a ne sa sjevera od 2. armije, odlučio je krenuti u protunapad. U Cerskoj bitci srpska vojska je porazila austrougarsku 5. armiju, prisilila je na povlačenje, te je do kraja kolovoza 1914. cjelokupnu austrougarsku vojsku izbacila s područja Srbije.
Navedeni neuspjeh razljutio je Potioreka koji je smatrao da je poraz uzrokovan odlukom Glavnog stožera da 2. armiju uputi na Istočno bojište. Nakon reorganizacije 7. rujna 1914. krenuo je u novu, drugu invaziju na Srbiju. Austrougarske jedinice su uspjele prijeći Drinu, ali su srpskim protunapadom u Bitci na Drini zaustavljene, iako nisu posve izbačene sa srpskog teritorija, nakon čega je nastupilo razdoblje rovovskog ratovanja.
Nakon mjesec dana reorganizacije i popune zaliha, Potiorek je 16. studenog 1914. krenuo u novi, treći napad na Srbiju. Austrougarske jedinice su uspješno prešle Kolubaru, te su srpske snage prisiljene na povlačenje. Osvojeno je Valjevo, a 1. prosinca 1914. i Beograd. Međutim, srpski Glavni stožer je ponovno planirao protunapad i to na spoju 5. i 6. armije između kojih je zbog njihovog napredovanja nastala praznina. Uspjeh srpskog protunapada u Kolubarskoj bitci je bio takav da je Potiorek morao narediti opće povlačenje. Do 16. prosinca 1914. Beograd je ponovno bio u srpskim rukama, a austrougarske jedinice istjerane sa srpskog teritorija.
Nakon novog neuspjeha Potiorek je 27. prosinca 1914. smijenjen s položaja zapovjednika Balkanske vojske i 6. armije. Šesta armija je i rasformirana, dok je Potiorek s 1. siječnjom 1915. umirovljen. Zajedno s njim smijenjen je i Liborius von Frank, zapovjednik 5. armije.

## Poslije rata
Nakon umirovljenja Potiorek je do svoje smrti živio u Klagenfurtu gdje je i preminuo 17. prosinca 1933. godine u 80. godini života. Pokopan je na groblju u Klagenfurtu, ali su 1966. njegovi posmrtni ostaci premješteni na groblje Terezijanske vojne akademije u Bečkom Novom Mjestu

## Vanjske poveznice
(eng.) Oskar Potiorek na stranici Firstworldwar.com

(eng.) Oskar Potiorek na stranici Oocities.org

(rus.)
Oskar Potiorek na stranici Hrono.ru

(njem.) Oskar Potiorek na stranici Weltkriege.at
| Prethodnik: | Zapovjednik 6. armije Oskar Potiorek | Nasljednik:      |
| nitko       | Zapovjednik 6. armije Oskar Potiorek | nadvojvoda Josef |